# مادس ميكلسن
مادس ميكلسن (بالدنماركية: Mads Dittmann Mikkelsen)‏ (مواليد 22 نوفمبر، 1965) هو ممثل دنماركي. كان في الأصل لاعب جمباز وراقص محترف، بدأ مسيرته الفنية كممثل في 1996. برز ميكلسن في الدنمارك من خلال دور توني تاجر المخدرات في سلسلة أفلام Pusher ودوره في المسلسل الدنماركي Rejseholdet.
وصفته صحيفة The New York Times: في هوليوود «أصبح مكيلسن شخصية ثابتة وممثل مثير للاهتمام» ولكن على الصعيد المحلي في الدنمارك «هو شيء آخر: نجم، أيقونة، وجه الإنعاش للسينما الدنماركية.»

## النشأة
ولد ميكلسن في كوبنهاغن. والدته هي بنتي كريستيانسن، ممرضة ووالده هينينغ ميكلسن، سائق سيارة أجرة. له شقيق أكبر أسمه لارس ميكلسن ويعمل كممثل أيضاً. في شبابه تدرب مكيلسن من أجل أن يصبح لاعب جمباز محترف، ولكنه لاحقاً درس فن الرقص في أكاديمية الباليه في غوتنبرغ حيث أتقن اللغة السويدية بطلاقة. كان قد أصبح راقص محترف لمدة عقد من الزمن ولكنه تركها من أجل دراسة فنون الدراما في مدرسة مسرح آرهوس في 1996، من أجل البدء بمسيرة في مجال التمثيل.

## الحياة الشخصية
في 2000، تزوج من هان جاكوبسن التي كان علاقة معها منذ 1987. أنجب منها طفل وطفلة، فيولا وكارل. أمضى ميكلسن طيلة حياته في كوبنهاغن، إلى أن انتقل ألى تورونتو عندما بدء تصوير مسلسل هانيبال. كثيرا ما يتم اختياره «أكثر الرجال جاذبية» في استطلاعات الرأي في الدنمارك، وهو لاديني.

## أفلامه
- شركة المرعبين المحدودة (2001)
- قلوب مفتوحة (2002)
- سيارات (2006)
- بعد الزفاف (2006)
- كازينو رويال (2006)
- صراع الجبابرة (2010)
- الفرسان الثلاثة (2011)
- الصيد (2012)
- جولة آخرى (2020)
- الأرض الموعودة (2023)

## الجوائز[17]
. منح النجمة الذهبية في الدورة 20 للمهرجان الدولي للفيلم بمراكش في نوفمبر 2023.

## وصلات خارجية
- مادس ميكلسن على موقع IMDb (الإنجليزية)
- مادس ميكلسن على موقع ميتاكريتيك (الإنجليزية)
- مادس ميكلسن على موقع روتن توميتوز (الإنجليزية)
- مادس ميكلسن على موقع مونزينجر (الألمانية)
- مادس ميكلسن على موقع قاعدة بيانات الأفلام العربية
- مادس ميكلسن على موقع ألو سيني (الفرنسية)
- مادس ميكلسن على موقع ميوزك برينز (الإنجليزية)
- مادس ميكلسن على موقع أول موفي (الإنجليزية)
- مادس ميكلسن على موقع بوكس أوفيس موجو (الإنجليزية)
- مادس ميكلسن على موقع قاعدة بيانات الأفلام السويدية (السويدية)